# Siphona rossica
Siphona rossica là một loài ruồi trong họ Tachinidae.